# Погорільський Антоній
Антоній Погорільський (рос. Антоний Погорельский, справжнє ім'я Перовський Олексій Олексійович; *1787, Почеп, Мглинський повіт, Новгород-Сіверське намісництво — †9 (21 липня) 1836, Варшава, Царство Польське) — письменник, представник українського культурного руху на Стародубщині, онук гетьмана Розумовського, брат державних діячів графів Лева і Василя Перовських, дядько Олексія Толстого і братів Олексія та Володимира Жемчужникових.
У 1807 році закінчив Московський університет.
Автор повісті «Лефортівська маківниця» (1825), збірки повістей і оповідань «Двійник, або мої вечори в Малоросії» (1828), повісті-казки «Чорна курка, або Підземні жителі» (1829), роману «Монастирка» (1830—1833).
Помер 21 липня 1836 р. у Варшаві. За його однойменним твором знято фільм «Чорна курка, або Підземні жителі» (1980).

## Молоді літа. Державна служба

Церква гетьмана Розумовського у Почепі.

Позашлюбний син Олексія Кириловича Розумовського і Марії Михайлівни Соболевської, старший із братів Перовських (прізвище Перовські отримали позашлюбні діти («вихованці») графа О. К. Розумовського і дочки його берейтора М. М. Соболевської, з якою О. К. Розумовський прожив у фактичному шлюбі більше 35 років). Олексій Перовський народився 1787 року на Стародубщині, у місті Почепі, що належало тоді його дідові, колишньому гетьману України Кирилу Розумовському.
Дуже скоро батько віддав його учитися до елітного пансіону, де казенна та казармова атмосфера вельми пригнічує та нервує хлопчика. Одного дня він вирішив бігти з пансіону, впав із паркану та зламав ногу. Спогадом на все життя від цієї першої спроби вирватися за ґрати імперської системи залишається кульгавість. Але й вона не завадила талановитому хлопчику учитися, читати книжки.
1805 року Олексій Перовський вступив до Московського університету, а вже через два роки закінчив його зі званням доктора філософії та словесних наук, захистивши, а потім і видавши друком свою докторську працю трьома мовами — французькою, німецькою та російською. Дворічне навчання в університеті, де науки викладали українські професори Сохацький та Прокопович-Антонський, пробудило в Олексія Перовського спрагу до вивчення української історії, яку тоді ще ніхто ретельно не систематизував: він збирав по архівах історичні матеріали, що стосуються України, та одночасно вирішив зайнятися й літературною діяльністю — написав план майбутнього роману з українського життя, у якому бажав показати, як деградує українське шляхетство в Російській імперії, позбавлене автономних прав, та приречене на зросійщення та провінційність.
Але політичні події в країні змусили Перовського відмовитися на якийсь час від літературних занять: 1812 року, коли війська Наполеона загрожували існуванню Російської імперії, імперська влада звернулася й до українців, прохаючи нащадків козацької старшини створити українські козацькі загони для боротьби з французами, обіцяючи, своєю чергою, відродження в Україні такої системи, як була за часів Гетьманщини.
Обнадієні владними обіцянками, представники козацьких родів збирали козацтво на війну (на Стародубщині створенням козацьких загонів 1812 року займався Михайло Миклашевський). Попри свою кульгавість, пішов до українського війська й Олексій Перовський — у званні штаб-ротмістру 3-го українського козачого полку він взяв участь у битвах під Дрезденом та при Кульмі. Там, у Німеччині, Перовський познайомився з князем Миколою Рєпніним, у якого служив старшим ад'ютантом. У Дрездені Олексій залишився на два роки — служба під керівництвом князя Рєпніна, особисте знайомство з великим німецьким письменником Гофманом, справили великий вплив на подальший розвиток світогляду нащадка гетьмана Розумовського. Приїхавши у Росію, Перовський вирішив повернутися саме на Україну.
Найближчим другом дитячих років Олексія була його сестра, Ганна Перовська. Норовистий батько віддав її заміж за старого графа Костянтина Толстого, але вже через кілька років цей нерівний шлюб розпався, і Ганна із маленьким сином Олексієм шукала допомоги у свого брата.
1822 року у Почепі помер Олексій Розумовський, а його маєтки у Північній Сіверщині переходять до його сина, Олексія Перовського. Перовський із сестрою та племінником переїхав сюди жити — з двома місцевими маєтками — Красним Рогом та Погорільцями буде пов'язане усе їхнє подальше життя. Сестрі Ганні більше сподобається Красний Ріг, а Олексій обрав для себе саме Погорільці, село, що розташоване на межі Сосницького та Новозибківського повітів Чернігівської губернії. Маленький племінник Альоша проводив свої дитячі літа в обох маєтках, а дядько, не створивши власної сім'ї, завжди поруч із ним, займаючись його вихованням та навчаючи його любові до рідного краю.

## Літературна творчість
Свідомо відмовившись від державної служби дає свою згоду лише на діяльність як попечителя Харківського навчального округу. Але найкращі свої сили віддає літературі. Він затуляється у своїх Погорільцях, аби писати літературні твори, і псевдонім собі бере відповідний — Антоній Погорільський, натякуючи цим на долю засновника Києво-Печерської Лаври Антонія, якому так само довелося тікати на Чернігівщину з охопленого політичними суперечками Києва в ХІ ст. Найкращі твори Антонія Погорільського були написані саме тут, на Північній Сіверщині, і місцевий побут, мова та звичаї сіверських українців із великою любов'ю та спостережливістю були відображені та знайшли своє місце на сторінках його романів та повістей.
У 1825—1828 роках Антоній Погорільський пише та видає повість «Двійник, або Мої вечори в Малоросії», де, наслідуючи повістям свого улюбленого Гофмана, майстерно об'єднує в одне ціле реальність та фантастику, створюючи надзвичайний світ ілюзії та гротеску, що народжується та живе в його селі Погорільцях. Кожен вечір автор зустрічається у своєму домі з Двійником, добродушним та доброзичливим духом, з яким довгий час веде розмови про всякі незвичайні пригоди, які трапляються з людьми, та про події у потойбічному світі. Пригоди ці відбуваються у різних країнах світу — Німеччині, Франції, Москві, і співрозмовники, обговорюючи їх, завжди готові повірити у найфантастичніші випадки, зате довго сперечаються та ставлять під сумнів звичайні події звичайного життя, реальні та буденні. Навіть коли розмова заходить про духів та привидів, з'ясовується, що в них більше вірить сам автор, а його гість, сам виходець з іншого світу, більший реаліст, та існування духів повністю заперечує. Повість Погорільського, парадоксальна та приваблива, мала великий успіх у знавців літератури того часу. Навіть Пушкін згадував, що новелу «Лафертівська маківниця», яка входила до складу повісті, прочитав «двічі та одним духом». Саме завдяки цієї повісті Погорільського в українській та російській літературній мові з'являється слово «двійник», а разом із тим і такий психологічний термін, як «роздвоєння особи». Можливо, що таке саме «роздвоєння особи» відчував і сам Погорільський, нащадок українських козаків, але з юнацьких літ бранець імперської системи освіти та суспільних правил.
Завершивши «Двійника», Олексій Перовський розпочинає працювати над головним романом свого життя, того, що задумав ще у молоді роки, навчаючись в університеті. Цей роман виходить друком у 1830—1833 роках і стає першим великим за обсягом літературним твором з українського життя в російській та світовій літературі. Називається цей роман «Монастирка», і головні події його відбуваються також на Північній Сіверщині, там де жив Погорільський. Головною героїнею роману є молода дівчина, Галечка Орленко, яка провела своє дитинство за мурами Петербурзького монастиря, відірвана від реального життя, та знайома з ним лише завдяки книжкам, що читала у монастирі. Орленко повертається на свою батьківщину, на Україну, з душею, переповненою благородними поривами, відкритою для пошуків правди та справедливості, але зустрічає на рідній землі лише застій та регрес. Місцеве дворянство, предки яких із зброєю в руках захищали свою свободу та незалежність Вітчизни, деградувало та перетворилося на живий брухт, не спроможний та не охочий нізащо боротися чи якось змінювати власне життя. Нащадки Богдана Хмельницького та Івана Мазепи виродилися у кумедного Клима Сидоровича Дюндика, який боїться власної жінки, та навчає своїх дочок французької мови за допомогою хитрого росіянина Софронича, що сам вигадує нібито «французькі» слова, та забиває ними голови своїх учениць. Висміює Погорільський у романі й українських перевертнів, як-от пан Прижков, що мав від свого народження прізвище Прижко, але вигідно зрусифікувався, і став нібито росіянином.

Крім безперечного патріотичного значення, роман «Монастирка» привертає увагу ще й як безцінний етнографічний матеріал, у якому автор у подробицях описав життя і побут мешканців Північної Сіверщини, у тому числі й Стародубщини. І хоча Погорільський не називає справжніх найменувань тих місць, де відбуваються події роману, але дослідники Сіверщини упевнено пов'язують їх із тими маєтками, які насправді належали Олексію Перовському — Погорільцями, Красним Рогом, Блистовою та Орлівкою. Точні та вірні до найдрібніших подробиць зарисовки садибного побуту допомагають і сучасним реставраторам відновити зруйновані часом та владою маєтки, що належали колись гетьману Розумовському та його нащадкам. Так, наприклад, про маєток у Красному Розі Антоній Погорільський пише так:
Верстах в трьох від маєтку Ганни Трохимівни, на путівці, втім досить широкій та не дуже тряській, стоїть невеликий, дерев'яний, новий будиночок, оббитий тесом, із залізною крівлею, зеленим кольором забарвленою. В будинку цьому сім світлих великих вікон, є мезонін з балконом і крім того ганька — рід відкритих сіней, де малоросіяни охоче проводять вечори на прохолоді.
Увесь роман наповнений такими етнографічними подробицями, які розповідають про те, як мешкали, у чому ходили, які страви готували та як розмовляли мешканці нашого краю.
Народний колорит роману привернув до нього увагу літературного суспільства. «Літературна газета», у якій друкувався цей твір Погорільського, відзначала «жвавість картин, вірність описів, щасливо схоплені риси характерів малоруських та чудову мову» «Монастирки». А відомий російський літературний критик Петро В'яземський додавав: «Ось справжній і, ймовірно, перший у нас характерний роман».

Роман «Монастирка» відкрив для читаючої публіки Російської імперії справжню Україну, поборену, але нескорену, Україну, що живе своїм, відмінним від Росії внутрішнім життям, яке не по-силам подолати будь-яким русифікаторам. Мабуть імовірно, що молодий Гоголь (який, до речі, навчався у Ніжинській гімназії вищих наук саме тоді, коли попечителем її, як і всього Харківського навчального округу, був Олексій Перовський), у той час, коли бідував у Петербурзі, зазнавши невдачі з своєю німецькою драмою «Ганс Кюхельгартен», саме ознайомившись з українськими творами Антонія Погорільського, що мали тоді неабиякий успіх у суспільстві, почав писати свої українські оповідання. В усякому разі, авторитетний знавець тогочасної літератури Євген Баратинський, вперше прочитавши гоголівські «Вечори на хуторі біля Диканьки», писав:
Я приписував їх Перовському, хоч я зовсім в них не узнавав його.
Етнографічна достовірність та правдивість твору Погорільського відзначається корінними мешканцями Стародубщини навіть зараз. Так історик-архівіст зі Стародубщини Л. Соріна, у своїй статті в газеті «Віче Твері», присвяченій 220-ти річчю з дня народження Погорільського, так характеризує «Монастирку»:
Роман відзначається прекрасною мовою, психологічною та етнографічною вірністю: письменник і в дитинстві, і в зрілі роки довго жив в Малоросії, в своїх маєтках Погорільцях та Красному Розі (нині Брянська область). Будучи уродженкою цих місць, я із задоволенням відзначала стійкість характерів, звичаїв, манер, описаних в романі. І через 200 років мені чується той же малоруський говір, інтонації у жителів колишньої Гетьманщини.
Оці слова є красномовним свідченням неперевершеного таланту Олексія Перовського в описанні життя та побуту своїх земляків. Жаль лише, що та сама культурна «подвійність», яку висміював Антоній Погорільський у характерах тогочасних «освічених» українців, не обминула й авторку цієї чудової статті у тверській газеті — інакше вона б не називала рідну українську мову «малоруською». Але це якраз і є наслідки тотальної імперської русифікації, яку провадила імперська влада впродовж уже більше, як 200 років. Так що твори Антонія Погорільського залишаються актуальними і зараз.

## Антоній Погорільський і Олексій Толстой
Серйозно займаючись літературою, не забував Олексій Перовський і про виховання власного племінника, до якого він, не маючи своїх дітей, ставився як до рідного сина. Малий Альоша Толстой разом із дядьком їде у подорож до Європи — у Німеччину та Італію, де знайомиться з видатними пам'ятками античної старовини, творіннями майстрів Відродження та сучасними діячами німецької культури (в Олексія Толстого на все життя залишиться згадка, як він, маленьким, сидів на колінах у Ґете). Буваючи з племінником у Петербурзі, Перовський знайомить його з Жуковським та Пушкіним, яким показує перші літературні спроби Толстого. Дядько поволі формує літературний смак свого племінника, привчає його до творчої вимогливості. Листи Перовського до нього наповнені літературними порадами. Вельми красномовним, наприклад, є відомий випадок, коли Перовський, поступаючись, мабуть, нетерпеливому бажанню юного автора, опублікував в одному з періодичних видань його вірш, помістивши поруч строгу критику на нього, з тим щоб вказати юному письменникові на передчасність його бажання друкувати свої твори. Виховував Олексій Перовський у свого племінника й любов до рідного краю, буваючи з ним у сусідніх із Погорільцями та Красним Рогом селах, де разом слухали вони народні оповідання місцевих селян та їхні пісні. Саме Красний Ріг називатиме все своє життя справжньою батьківщиною Олексій Толстой. Наслідуючи дядькові, кине й він блискучу кар'єру в Петербурзі, аби прожити своє життя у Красному Розі, на справді рідній землі. Стародубські народні легенди стануть основою перших «справжніх» літературних творів Толстого, які підпише він псевдонімом «Краснорозький», наслідуючи й тут «погорільський» псевдонім дядька. Любов до Європи, до демократичних традицій Київської Русі, рішуче неприйняття деспотичного режиму Московської Русі та сучасної йому Російської імперії — усі ці принципи та ідеали були закладені у свідомість Толстого саме його дядьком — Олексієм Перовським. У Краснорозькому ж парку, у пам'ять про справжню дружбу племінника та дядька, залишиться чудовий березовий гай, який вони разом насадили.
Але та сама «подвійність» у культурному світосприйняттю освіченого українця в Російській імперії, яку так влучно описав та висміяв у своїх творах Антоній Погорільський, мала магічну силу й над ним самим. Попри сумні спогади з років власного дитинства, коли його юну душу намагалися умертвити офіційною казенщиною в елітному пансіоні, Перовський віддає до подібного пансіону й свого племінника, бо вважає, що вижити в бюрократичній державі можливо лише «привившись» від великодержавного офіціозу у дитинстві. Та все-таки відчуття власної провини постійно гризе його душу, бо він бачить, що племіннику в пансіоні так само важко, як було важко і йому, і що нічого за тридцять літ в імперській системі виховання не змінилося. Одного разу Альоша Толстой розповів дядькові під час його відвідань у пансіонаті, зворушливу історію про те, як гуляючи на пансіонатському дворі, він подружився з куркою, і як врятував її від куховарки, яка хотіла зробити з неї бульйон. Зворушений до глибини душі цією дитячою розповіддю, у якій відчувалася трагічна самота маленької людини, позбавленої друзів і свободи, Олексій Перовський пише для племінника казку «Чорна курка або підземні жителі», казку, яка повинна була надати хлопчику силу духу, та навчити його чесності, благородству та мужності. Казка ця і зараз є улюбленою для багатьох дітей не тільки в Україні.
В останні роки життя Олексій Перовський важко хворів, і 1836 року разом з сестрою та племінником вирушає для лікування у Європу, але по дорозі, у Варшаві, помирає. Згідно з його заповітом, Красний Ріг та Погорільці переходять у володіння Ганни та Олексія Толстих.

## Цікаві факти
Антоній Погорільський, мабуть першим серед російських письменників, почав використовувати назву «українці» для нашого народу в літературних творах, замість нав'язуваного офіційною владою терміну «малороси» або «малоросіяни», хоча саму країну називав здебільшого «Малоросією». Наприклад (в романі «Монастирка»):
|  | Съестные припасы в Малороссии дешевы и к тому же употребляются домашние. Винокуренный завод снабжает мясом и лакомым для украинцев салом, крестьяне – яйцами и птицею; водка и наливки также не покупаются; пунш для обыкновенных гостей составляется с спиртом, настоенным на муравьях и называемым мурашковым, а для редких гостей подают ром, который в новейшие времена умудрились также делать дома из хлебного вина. |